# アメリカン・ブルー・ガスコン・ハウンド
アメリカン・ブルー・ガスコン・ハウンド（英：American Blue Gascon Hound）は、アメリカ合衆国原産のツリーイング・ドッグ犬種のひとつである。愛称はビッグ・アン・ブルー（英：Big'nBlue）、ビッグ・ブルー（英：Big Blue）。
1900年代初頭から存在していて、クーンハウンドよりもツリーイング・ドッグの古い形を残している。がっしりとした体を持つ超大型犬で、頭部も大きく、長い耳が垂れる。アライグマ、ボブキャット、ピューマ、アメリカクロクマなどをツリーイングするのに使われるという。鳴き声も大きい。
ブルーティック・クーンハウンドによく似るが、アメリカには別犬種であると主張する一部の熱心の愛好家がいて、ルイジアナ州に犬種クラブが設立されている。